# 蔡烨清
蔡烨清（1971年5月23日—），江西南昌人，中国射击运动员。 她曾参加2000年夏季奥运会女子25米手枪项目，获得第八名。
1999年，江西省人民政府授予蔡烨清“省先进体育工作者”称号。